# I promessi sposi (Petrella)
I promessi sposi è un'opera in quattro atti di Errico Petrella su libretto di Antonio Ghislanzoni, basata sul romanzo omonimo di Alessandro Manzoni. La prima rappresentazione ebbe luogo al Teatro Sociale di Lecco il 2 ottobre (o il 1º ottobre) 1869.

## L'opera

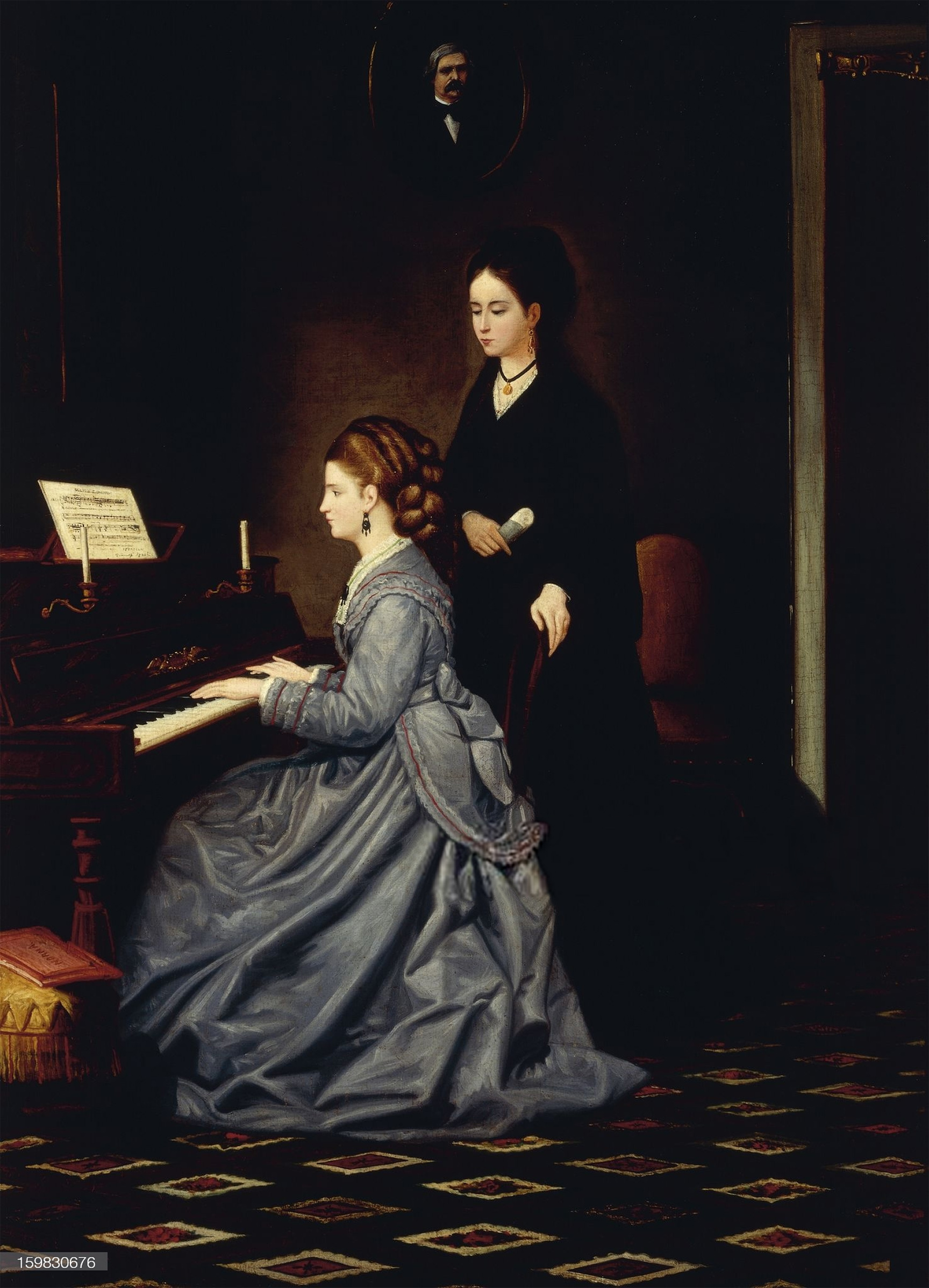
Olio su tela di Marcello Baschenis, del 1871, che ritrae due giovani donne suonare la partitura di Petrella

L'opera, la cui trama segue abbastanza fedelmente quella del romanzo di Manzoni, pur con le semplificazioni richieste per un adattamento operistico, ebbe un certo successo in Italia per alcuni anni, poi venne dimenticata. Petrella, anche se non sembra essere in grado di cogliere in pieno l'umanità dei personaggi manzoniani, in questo lavoro mette in mostra «maggiore inventiva e un'orchestrazione più delicata» rispetto ai lavori precedenti.

## Interpreti della prima rappresentazione
| Personaggio             | Interprete            |
| ----------------------- | --------------------- |
| Don Rodrigo             | Gaetano Giori         |
| Renzo                   | Carlo Vicentelli      |
| Lucia                   | Emma Wizjak           |
| Agnese                  | Maria Pavoni          |
| Don Abbondio            | Luigi Rocco           |
| Perpetua                | Enrichetta Bernardoni |
| Padre Cristoforo        | Salvatore Cesarò      |
| Il Griso                | Luigi Mariotti        |
| Tiradritto L'Innominato | Natale Pozzi          |

## Struttura musicale

### Atto I
- Introduzione Quell'augellin di bosco (Coro)
- Aria Abbondio Gli sposi se la intendono (Abbondio, Griso, Tiradritto, Coro)
- Coro e Aria Lucia Che fu?...Che tarda?... - Un turbamento insolito (Coro, Agnese, Lucia)
- Coro È verosimile (Coro, Renzo, Lucia, Agnese)
- Aria Lucia Dalla filanda al paesel salia (Lucia, Renzo, Agnese)
- Quartetto Ei solo. Ei può confondere (Cristoforo, Lucia, Renzo, Agnese)
- Coro e Aria Rodrigo Era un asino calzato - Fra noi e il nobile (Coro, Rodrigo, Attilio, Azzeccagarbugli)
- Duetto Cristoforo-Rodrigo e Finaletto Mio signore...Ah! Perdonate - Mal capitato, l'incappucciato (Cristoforo, Rodrigo, Coro, Attilio, Azzeccagarbugli)

### Atto II
- Duetto Renzo-Lucia Voi dunque non bramate?... (Renzo, Lucia, Griso, Agnese)
- Aria Rodrigo Oppressi poveri, schiavi al lavoro
- Aria Perpetua Talvolta i matrimoni (Perpetua, Agnese, Lucia, Renzo, Coro)
- Coro Campana a martello (Coro, Agnese, Renzo, Abbondio, Perpetua)
- Aria Lucia Oh mia stanzetta
- Finale II Addio montagne (Renzo, Lucia, Cristoforo)

### Atto III
- Coro Ben giunti alla festa (Coro, Innominato)
- Duettino Abbondio-Perpetua Fare a piedi cinque miglia
- Aria Abbondio Non è possibile...chiedo perdono... (Abbondio, Coro, Perpetua, Innominato)
- Aria Agnese Sotto il modesto tetto
- Finale III Di don Rodrigo, degno alleato (Perpetua, Agnese, Lucia, Abbondio, Innominato, Coro)

### Atto IV
- Sogno Rodrigo e Coro In un vasto tempio - Non faccia strepito
- Aria Renzo Ai nostri laghi argentei
- Coro e terzetto finale Salve o Maria - Là...nel castello orribile (Coro, Lucia, Renzo, Cristoforo)